# Moskau, meine Liebe
Moskau, meine Liebe (russisch Москва, любовь моя, Moskwa, ljubow moja, jap. モスクワわが愛, Mosukuwa Waga Ai) ist ein sowjetisch-japanisches Filmmelodram von Alexander Mitta und Kenji Yoshida aus dem Jahr 1974.

## Handlung
Die junge Yuriko Ono aus Hiroshima wird zur Ballerina ausgebildet. Als eine der besten Schülerinnen darf sie Talentsuchern des Moskauer Bolschoi-Theaters vortanzen, überzeugt und geht nun nach Moskau, um hier ihre Ausbildung am Bolschoi abzuschließen. Zurück lässt sie neben ihrem Vater – die Mutter starb an den Spätfolgen des Atombombenabwurfs an Leukämie – auch ihren besten Freund Tezuja, mit dem sie jedoch in Briefkontakt bleibt.
Das Training am Bolschoi-Theater führt Yuriko bald an ihre Grenzen, vieles in Japan Erlerntes wird in Moskau als falsch verworfen, auch wenn die Lehrer das große Talent Yurikos erkennen. Sie wird von Selbstzweifeln geplagt und fühlt sich in der Stadt eher fremd. Das ändert sich, als sie den Bildhauer Wolodja kennenlernt. Beide kommen sich näher und Wolodja gesteht Yuriko bald seine Liebe. Sie schreibt Tezuja darüber, der nun nach Moskau reist, hat er doch jetzt erkannt, dass er mehr für seine beste Freundin empfindet. Yuriko kann seine Liebe jedoch nicht erwidern.
Mit der Zeit hat sich Yuriko freigetanzt und gilt als sichere Anwärterin auf die Rolle der Giselle. Kurz vor der Generalprobe erfährt sie, dass Wolodja für einen Arbeitsauftrag in den Süden verreisen muss. Nach der gelungenen Generalprobe tanzt Yuriko befreit durch die Straßen Moskaus, bricht jedoch plötzlich zusammen. Sie wird ins Krankenhaus gebracht, fühlt sich aber so gut, dass sie schon bald entlassen werden kann. Der Arzt verbietet ihr jedoch, weiterhin zu tanzen und kurze Zeit später erfährt Yuriko, dass sie wie ihre Mutter unheilbar an Leukämie erkrankt ist. Mit Tezuja besucht sie Wolodja im Süden, doch erzählt sie ihm nicht von der Erkrankung. Erst Tezuja berichtet Wolodja, dass Yuriko sterben wird, und der kann sie gerade noch aus dem Meer retten, in dem sich Yuriko ertränken wollte. Yurikos Zustand verschlechtert sich immer mehr, sie wird im Krankenhaus in Moskau behandelt, doch kennen die Ärzte dort, die auch mit Spezialisten in Japan in Verbindung stehen, kein wirksames Medikament gegen die Strahlenkrankheit. Yuriko verliert ihr Augenlicht und kann auch den zu Besuch kommenden Wolodja nur noch schemenhaft ausmachen. Wenig später erhält der nach Japan zurückgekehrte Tezuja einen Brief, der ihm vom Tod Yurikos berichtet.

## Produktion
Moskau, meine Liebe wurde unter anderem vor Ort in Hiroshima und Moskau gedreht. Der Film enthält zudem dokumentarische Aufnahmen aus Hiroshima nach dem Atombombenabwurf. Der Film wurde erstmals am 29. Juni 1974 in Japan aufgeführt und kam am 20. Juni 1975 in die Kinos der DDR. Das Fernsehen der DDR zeigte den Film erstmals am 5. Januar 1975 auf DFF 2.  
Im Film sind die Tänzer des Bolschoi-Balletts zu sehen.

## Synchronisation
Den Dialog der DEFA-Synchronisation schrieb Fanny Berthold, die Regie übernahm Peter Groeger.
| Rolle      | Darsteller      | Synchronsprecher    |
| ---------- | --------------- | ------------------- |
| Yuriko Ono | Komaki Kurihara | Monica Bielenstein  |
| Wolodja    | Oleg Widow      | Christian Stövesand |

## Kritik
„Gefühlvolle, gut gestaltete Liebesgeschichte“, befand der film-dienst. Cinema nannte den Film „ein bewegendes Mahnmal“.